# The Best of David Bowie 1974/1979
The Best of David Bowie 1974/1979 è un album di raccolta del cantautore britannico David Bowie, pubblicato nel 1998.

## Tracce
Tutte le tracce sono state scritte da David Bowie, eccetto dove indicato.
1. Sound and Vision – 3:02
2. Golden Years (Single version) – 3:28
3. Fame – 4:13 (Bowie, Carlos Alomar, John Lennon)
4. Young Americans (U.S. single version) – 3:12
5. John, I'm Only Dancing (Again) – 6:59
6. Can You Hear Me? – 5:05
7. Wild Is the Wind – 5:59 (Dimitri Tiomkin, Ned Washington)
8. Knock on Wood (Live) – 2:58 (Steve Cropper, Eddie Floyd)
9. TVC 15 (Single version) – 3:32
10. 1984 – 3:25
11. It's Hard to Be a Saint in the City – 3:46 (Bruce Springsteen)
12. Look Back in Anger – 3:06 (Bowie, Brian Eno)
13. The Secret Life of Arabia – 3:45 (Bowie, Eno, Alomar)
14. DJ – 4:02 (Bowie, Eno, Alomar)
15. Beauty and the Beast – 3:34
16. Breaking Glass – 1:51 (Bowie, Dennis Davis, George Murray)
17. Boys Keep Swinging – 3:18 (Bowie, Eno)
18. "Heroes" (Single version) – 3:33 (Bowie, Eno)